# Qui perd gagne (téléthéâtre)
Pour les articles homonymes, voir Qui perd gagne (homonymie).
Qui perd gagne est une pièce de téléthéâtre québécoise réalisée par Louis-Georges Carrier, scénarisée par Marcel Dubé et diffusée le 4 janvier 1976 dans Les Beaux Dimanches à la Télévision de Radio-Canada.

## Distribution
- Paul Berval : le neveu
- Jean Duceppe : Jérôme Dessureaux
- Ernest Guimond : Octave Lamouche
- Jean Leclerc : Christian Lajoie
- Benoît Marleau : Valmore Duplessis
- Dominique Michel : la nièce
- Jean-Louis Millette : Martial St-Just
- Ghislaine Paradis : Louise St-Amour
- Denise Pelletier : Rosa St-Amour
- Louise Turcot : Marina
- Serge Turgeon : Dr Urgel Sanschagrin